# Hinkal
Hinkal là một thị trấn thống kê (Census town) thuộc huyện Mysore, bang Karnataka, Ấn Độ. Đây là thị trấn thống kê đông dân nhất của huyện Mysore với dân số hơn 23.000 người (thống kê năm 2011).